# Jorge Villalobos
Pour les articles homonymes, voir Villalobos.
Jorge Villalobos (né le 25 septembre 1969) est un réalisateur, scénariste et monteur mexicain de films et dessins animés pour le cinéma et de télévision.

## Filmographie

### Comme réalisateur
- 1990 : Cabeza Hueca, coréalisé par Lorenzo Hagerman
- 1992 : Crisalida
- 1995 : Los changuitos, coréalisé par Guillermo Rendón et José Luis Rueda
- 1995 : 4 façons de boucher un trou (4 maneras de tapar un hoyo), coréalisé par Guillermo Rendón
- 1997 : Pasajera
- 1999 : Camino a casa (TV)
- 2002 : El divan de Valentina (TV)
- 2006 : Cuentos de pelos (TV)
- 2006 : El chavo animado (TV)

### Comme scénariste
- 1990 : Cabeza Hueca de Lorenzo Hagerman et lui-même
- 1992 : Crisalida de lui-même
- 1997 : Pasajera de lui-même
- 1999 : Camino a casa (TV)

### Comme monteur
- 1990 : Cabeza Hueca de Lorenzo Hagerman et lui-même
- 1992 : Crisalida de lui-même
- 1995 : Los changuitos de Guillermo Rendón, José Luis Rueda et lui-même

## Distinctions

### Récompenses
- 1996 : troisième prix Grand Coral au Festival du film de La Havane pour le court métrage d'animation 4 façons de boucher un trou, partagé avec Guillermo Rendón
- 1998 : Prix Calpúrnia du Meilleur Court Métrage au Festival de cinéma international d'Orense (es) pour Pasajera

### Nominations
- 1996 : nommé au Festival de Cannes pour le court métrage d'animation 4 façons de boucher un trou
- 1997 : nommé au Festival du film de Turin pour le court métrage Pasajera
- 1998 : nommé pour l'Ariel d'Argent du Meilleur Court Métrage de Fiction pour Pasajera